# Tuřínová zima

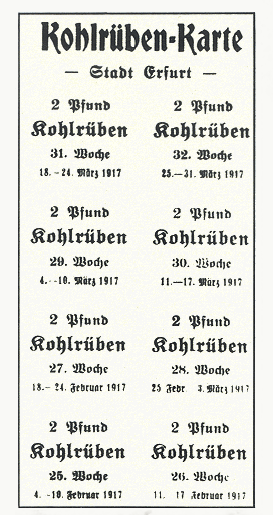
Potravinové lístky na tuřín v německém Erfurtu.

Jako tzv. tuřínová zima (německy Steckrübenwinter) se označuje zima 1916/1917 v Německu. Odkazuje na nedostatek potravin, především mouky a brambor a jejich nahrazení dostupnějším tuřínem. Německo bylo těžce postiženo nedostatkem potravin z důvodu neúrody, nedostatku pracovní síly, vojenského vypětí, chybějících hnojiv a námořní blokády ze strany Velké Británie. Brambory byly nahrazeny tuřínem u chudšího obyvatelstva, u bohatších vrstev došlo k jejich náhradě za řepu.

## Průběh

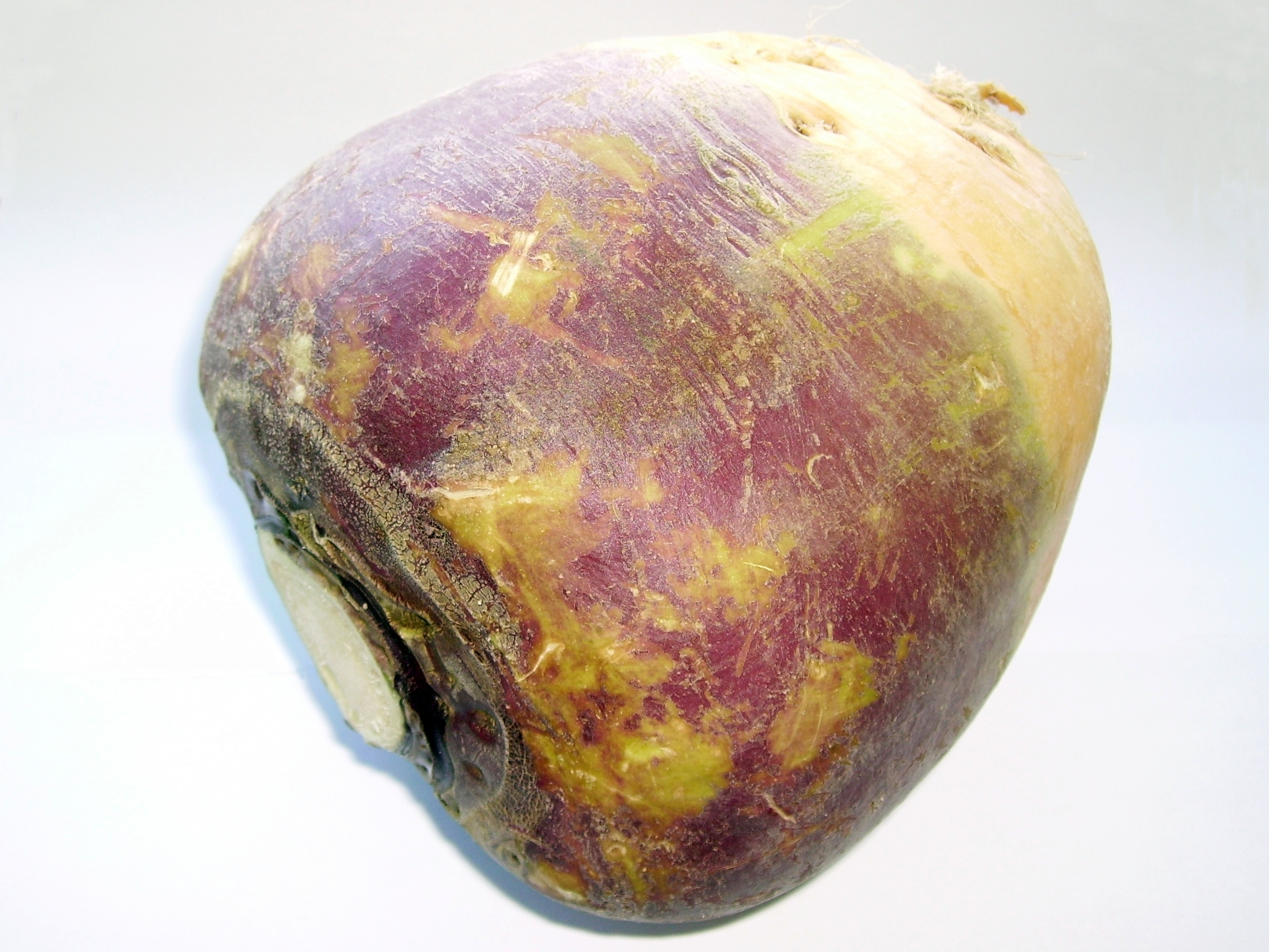
Tuřín většinou používaný pro domácí zvířectvo

Nedostatek obilí byl v případě centrálních mocností patrný již od podzimu 1914, v zásobování bramborami se situace zhoršovala postupně. Na podzim 1916 došlo k neúrodě brambor, navíc z důvodu deště a nedostatku fungicidů kvůli omezenému zásobování z důvodů prioritizace dodávek chemických látek vojenskému průmyslu podstatná část sklizených brambor shnila. 
Již v průběhu roku 1916 nařídil německý Válečný úřad pro potraviny zákaz krmení dobytka bramborami. Tuřín byl široce dostupný, neboť byl používán jako krmná a snadno dostupná zelenina pro dobytek.  Brambory nahrazoval postupně, lidé začali vařit tuřínovou polévku, kotlety, tuřínové džemy a pekli tuřínový chléb. Na počátku prosince 1916 nařídil Válečný úřad pro potraviny konfiskaci všech zásob tuřínu v zemi, aby mohly být využity pro zásobování civilního obyvatelstva. I přes všechna tato opatření byla zima 1916/1917 poměrně krutá; v některých oblastech Německa propukly hladové bouře a stávky.
V Berlíně, Drážďanech a Lipsku stávkovali pracující ve zbrojním průmyslu v dubnu 1917. Německá vláda byla postavena před neřešitelný úkol, zdali bude i nadále prioritizovat zásobování armády, což zhorší hladomor ve městech a způsobí neúrodu z důvodu hnojiv, nebo zlepší zásobování měst na úkor situace v armádě. 
Do konce první světové války zemřelo na území tehdejšího německého císařství hlady zhruba 700 000 lidí.

## Regionální přesah
Konzumace tuřínu v zimě 1916/1917 byla rozšířena i v dalších evropských zemích. Na podzim 1916 byl nedostatek brambor také v Rakousko-Uhersku (nebylo možné je např. pořídit ve Vídni). I v Čechách byly zaznamenány případy, kdy čekající hladoví civilisté nedokázali sehnat ani brambory. Doloženy jsou v kronikách některých obcí (např. Žirovnice nebo Martinov).